# Vörös kardoskolibri
A vörös kardoskolibri (Campylopterus rufus) a madarak (Aves) osztályába, ezen belül a  sarlósfecske-alakúak (Apodiformes) rendjéhez és a kolibrifélék (Trochilidae) családjához tartozó faj.

## Rendszerezése
A fajt René Primevère Lesson francia ornitológus írta le 1840-ben.

## Előfordulása
Mexikó déli részén, valamint Guatemala és Salvador területén honos. Természetes élőhelyei a szubtrópusi vagy trópusi hegyi esőerdők, valamint ültetvények és vidéki kertek. Állandó, nem vonuló faj.

## Megjelenése
Testhossza 12–14 centiméter, testtömege 6,6-9 gramm.

## Életmódja
Nektárral és rovarokkal táplálkozik.

## Természetvédelmi helyzete
Az elterjedési területe kicsi, egyedszáma pedig ismeretlen. A Természetvédelmi Világszövetség Vörös listáján nem fenyegetett fajként szerepel.